# Bethulie
Bethulie este un oraș din Provincia Free State, Africa de Sud.